# Myliobatis bispinosa
Myliobatis bispinosa és una espècie de peix de la família dels miliobàtids i de l'ordre dels myliobatiformes.